# Othoes hirsti
Othoes hirsti es una especie de arácnido  del orden Solifugae de la familia Galeodidae.

## Distribución geográfica
Se encuentra en Arabia Saudita.